# Big Sandy River (Tennessee River)
Der Big Sandy River ist ein Zufluss des Tennessee Rivers im US-Bundesstaat Tennessee. 
Er entspringt etwa acht Kilometer nordwestlich von Lexington und fließt in nordnordöstliche Richtung. Der größte Teil des Flusslaufs ist kanalisiert. Der untere Teil des Flusslaufs stellt eine längliche (und die größte) Bucht des Kentucky Lake dar, der eine Aufstauung des Tennessee Rivers durch den Kentucky-Staudamm ist. An der Mündung des Big Sandy River liegt die Stadt Big Sandy. Dort besteht ein größerer Polder, der je nach Wasserspiegel des Staudamms trocken liegt oder überflutet wird. Trotz der Kanalisierung des Flusses existieren noch naturbelassene Sumpfgebiete.
Die Gesamtlänge des Flusses, einschließlich des aufgestauten Unterlaufs, beträgt rund 90 Kilometer.